# KCNK1
El miembro 1 de la subfamilia K del canal de potasio es una proteína que en humanos está codificada por el gen KCNK1.
Este gen codifica K2P 1.1, un miembro de la superfamilia de proteínas de los canales de potasio que contienen dos dominios P formadores de poros. Sin embargo, no se ha demostrado que el producto de este gen sea un canal funcional y puede requerir otras proteínas no formadoras de poros para su actividad.